# Samuel Molyneux
Samuel Molyneux   (Chester, 18 de juliol de 1689 - Kew, 13 d'abril de 1728) va ser un astrònom i polític anglès, fill de William Molyneux.

## Vida
La mort del seu pare, William Molyneux, quan tenia només nou anys, va fer que fos educat pel seu oncle Thomas, un prestigiós metge irlandès, ja que la seva mare també havia mort anteriorment. Va ingressar al Trinity College de Dublín el 1705 i es va graduar tres anys més tard.
A la universitat va rebre ensenyament de George Berkeley, amb qui va fer amistat i el va esperonar a dedicar-se a l'estudi de les matemàtiques i la filosofia.
Durant els anys 1708 i 1709 va estar viatjant per l'illa d'Irlanda amb la finalitat d'escriure una història natural de l'illa, de la qual sobreviu un manuscrit amb el títol de General scheme of a natural history of Ireland, però el 1710 sembla que va perdre l'interès pel projecte i ho va abandonar per a dedicar-se de ple a la gestió de les seves propietats a Armagh. Algunes cròniques dels viatges van ser publicades, però en alguns casos atribuïdes arròniament al seu oncle Thomas.
L'any 1712 va viatjar a Londres i va ser escollit fellow de la Royal Society. En les seves cartes descriu una privilegiada visita als apartaments de Lord Halifax i el seu recorregut pel Palau de Westminster aquell desembre.
El seu interès per la filosofia natural (física) el va fer comprar i fer construir nombrosos instruments científics que va afegir als que ja havia heretat del seu pare. Va ser secretari de la Dublin Phylosofical Society, fundada pel seu pare i també secretari del Príncep de Gal·les (el futur rei Jordi II). A part de la seva activitat científica, també va desenvolupar una activa carrera com a polític, essent parlamentari del Regne Unit en els períodes 1715-1722 i 1726-1728 i parlamentari d'Irlanda en el període 1727-1728. El juliol de 1727 va ser nomenat lord de l'almirallat Britànic i va abandonar tota activitat científica, tot i que moriria l'any següent.
L'any 1717 es va casar amb Lady Elizabeth Diana Capell, amb qui no va tenir fills. El 1721, en morir un familiar d'Elizabeth, va heretar la Kew House, a Surrey (molt a la vora de Londres), a on es va traslladar a viure, va continuar ampliant la seva col·lecció d'instruments i va construir un observatori astronòmic.

### Mort
La seva mort es va produir en tenir un atac mentre estava la Cambra dels Comuns. Va ser tractat per l'anatomista reial Nathaniel St André, però el seu tractament no va resultar i va morir al cap d'uns dies. Nathaniel St André es va casar, uns anys després amb Elizabeth, la dona de Samuel Molyneux, i un cosí seu el va acusar d'haver enverinat Samuel. Tot i que Nathaniel St. André va guanyar el judici per difamació, va haver d'abandonar l'exercici de la medicina per manca de confiança del públic.

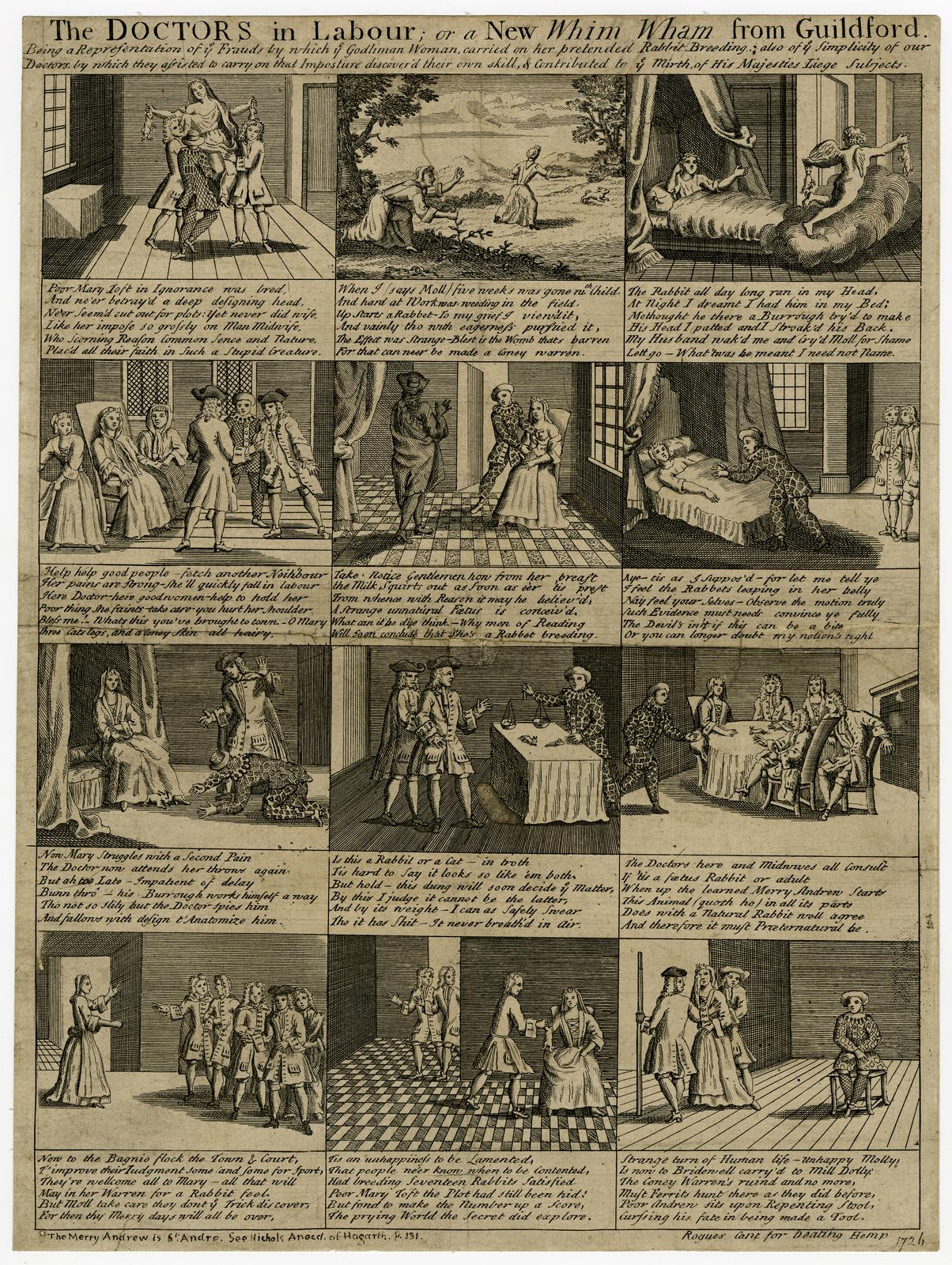
Auca de 1726 amb la història de Mary Toft i els conills.

## Obra
L'obra principal de Samuel Molyneux és, com ja s'ha dit, el disseny i la construcció d'instruments científics, sobretot òptics i astronòmics. Robert Smith, que va tenir accés als seus papers poc després de la seva mort, va publicar el 1738 A Compleat System of Opticks en què diversos capítols són obra de Molyneux, sobre la forma de polir lents telescòpiques o miralls, i altres temes.
El seu descobriment més important va ser fruit de la seva col·laboració amb James Bradley a partir del 1724. Junts van construir un potent telescopi amb la intenció de descobrir la paral·laxi estel·lar, cosa que, naturalment, no van descobrir, però que els va portar al descobriment del fenomen de l'aberració de la llum estel·lar. També van ser capaços de determinar que la llum del Sol triga 8 minuts i 12 segons en arribar a la Terra; això donaria una velocitat de la llum de 318.000 km per segon, un valor notablement ajustat a la realitat.

### L'affairedels conills
El 1726 una dona de Guildford (Surrey), Mary Toft, va afirmar haver parit conills amb el suport del metge de la localitat. La Cort va enviar Nathaniel St. André, com a anatomista reial, i Samuel Molyneux, com a secretari del Príncep de Gal·les, per investigar el cas. La credulitat de Nathaniel St. André i els escassos coneixements anatòmics de Samuel Molyneux, van ser objecte d'àcides ironies per part d'Alexander Pope en el seu poema The Discovery i de William Hogarth en la seva caricatura Cunicularii.